# Hénin-Beaumont
Hénin-Beaumont (wymowaⓘ) – miejscowość i gmina we Francji, w regionie Hauts-de-France, w departamencie Pas-de-Calais.
Według danych na rok 1990 gminę zamieszkiwało 26 257 osób, a gęstość zaludnienia wynosiła 1267 osób/km² (wśród 1549 gmin regionu Nord-Pas-de-Calais Hénin-Beaumont plasuje się na 19. miejscu pod względem liczby ludności, natomiast pod względem powierzchni na miejscu 55.).

## Miasta partnerskie
- Konin, Polska
- Herne, Niemcy
- Wakefield, Wielka Brytania
- Rufisque, Senegal
- Rolling Meadows, Stany Zjednoczone